# Distorsion spatiale
Pour les articles homonymes, voir Distorsion.
Une distorsion spatiale est une modification du continuum espace-temps dans une région de l'espace déterminée.
Il faut s'imaginer l'espace temps comme une « toile » tendue au-dessus du sol. Une masse (ou une énergie, puisqu'il y a équivalence d'après Einstein : E=mc2) est comme une bille que l'on poserait sur la toile. Sous son poids, la toile formerait une cuvette. Si une autre bille était placée suffisamment près de la première, elle roulerait dans sa direction, c'est l'attraction gravitationnelle.
La distorsion gravitationnelle est ici symbolisée par la distorsion de la toile. Quand cette distorsion est trop importante, la toile est « percée », il y a formation d'un trou noir.
Pour avoir une distorsion, il est nécessaire de disposer soit d'une source d'énergie importante, soit d'une masse importante (ou les deux combinées). À noter que c'est cette distorsion spatiale qui permet aux satellites (artificiels et naturels) de tourner autour de leurs planètes.

## En pratique
Quand il y a distorsion spatiale, dans la zone où la distorsion se fait ressentir, le temps passe plus lentement. Cela est dû à l'effet de relativité (voir Relativité générale). Ainsi, la terre se trouvant dans une distorsion spatiale (celle de la planète et de son étoile), le temps passe plus lentement que hors de cette zone.
La distorsion engendrée par la Terre se fait sentir même à de « petites » échelles, ainsi, les horloges atomiques en orbite autour de la Terre des systèmes de positionnement par satellite (GPS, Galileo, Glonass) nécessitent une correction pour le ralentissement dû à l’effet de la gravité terrestre.
Les effets d'une distorsion gravitationnelle se font ressentir, en théorie, à l'infini. Toutefois, à partir d'une certaine distance, ils sont négligeables par rapport aux autres forces mises en jeu.
Les distorsions gravitationnelles naturelles sont utilisées en astronomie comme « loupe » naturelle. En effet, les galaxies sont suffisamment massives pour modifier le parcours des photons émis par d'autres galaxies, qui, se voient alors soit en plus gros qu'elles ne sont, soit en plusieurs exemplaires.

## La distorsion spatiale dans la science-fiction
Elle est très présente dans la science-fiction où elle est principalement utilisée sous deux formes :
- Pour créer un trou de ver (aussi appelé pont d'Einstein-Rosen) permettant de se déplacer d'un point à un autre de l'espace de façon quasi instantanée.
- Pour créer une distorsion gravitationnelle autour d'un objet, le plus souvent un vaisseau, pour le faire mouvoir dans l'espace à une vitesse supraluminique.